# Messatana scalaris
Messatana scalaris is een hooiwagen uit de familie Cosmetidae.